# Amado de la Cueva

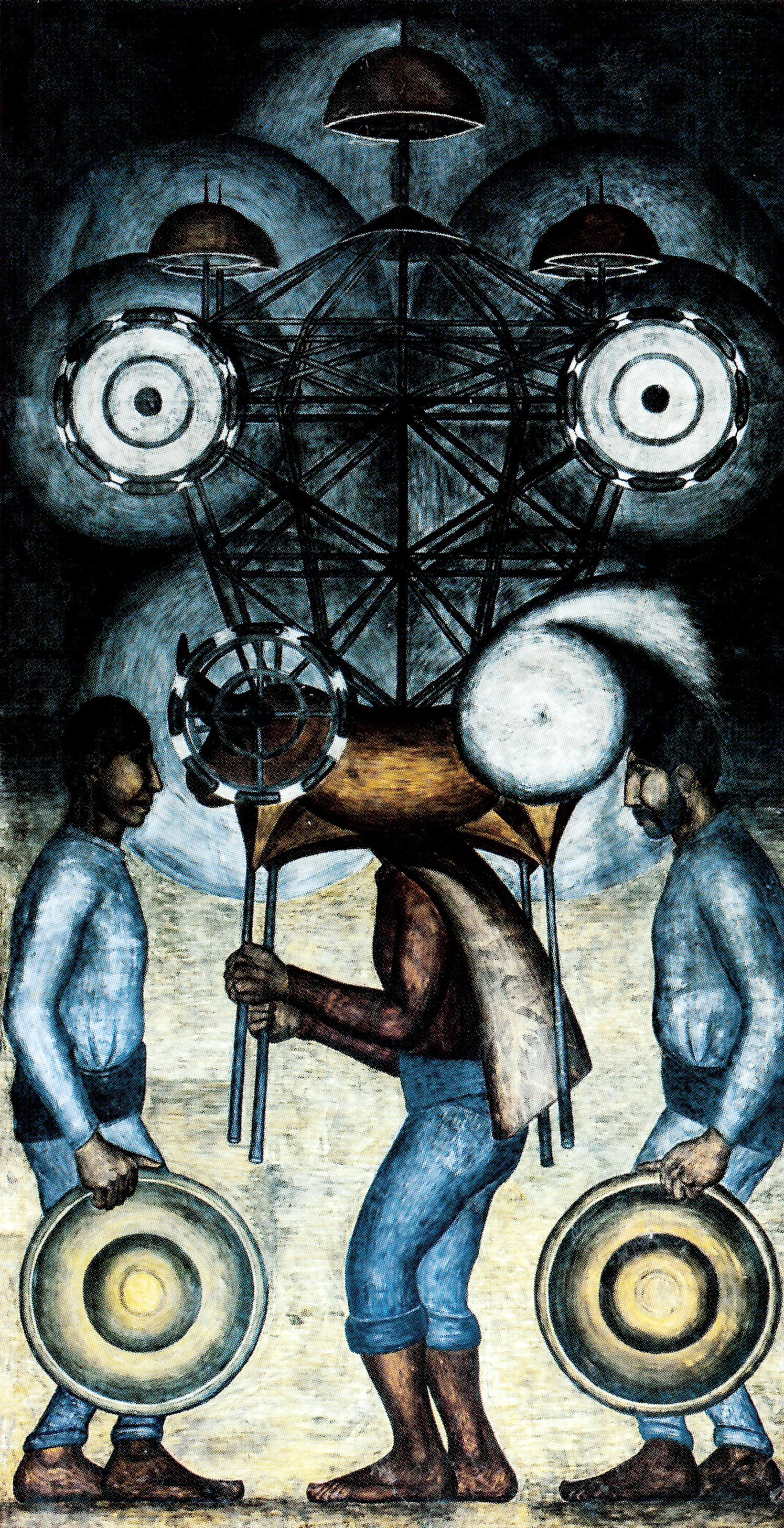
Fresko El Torito (1923, Secretaría de Educación Pública) von Amado de la Cueva

Amado de la Cueva (* 6. Mai 1891 in Guadalajara; † 1. April 1926 ebenda) war ein mexikanischer Maler.

## Leben
De la Cueva studierte zunächst bei Benigno Ruiz und José Vizcarra und an der Academia de San Carlos. Er war Gründungsmitglied des Centro Bohemio in Jalisco, eine durchaus politisch ausgerichtete Gruppierung, bei der er als Bibliotheksleiter fungierte. Die Gruppe bestand von 1915, löste sich dann vorübergehend für ein Jahr auf und firmierte sich erneut im Jahr 1918.
1919 ging De la Cueva unterstützt durch ein Stipendium des Bundesstaates Jalisco nach Europa, wo er in Rom studierte. Nach seiner Rückkehr nach Mexiko im Jahr 1921 war er Mitbegründer des Sindicato de Obreros, Técnicos, Pintores y Escultores, eine Gruppierung, in deren Vorsitz David Alfaro Siqueiros als Generalsekretär, Diego Rivera als dessen Stellvertreter, Xavier Guerrero, Fermín Revueltas Sánchez, José Clemente Orozco, Ramón Alva Guadarrama, Germán Gutiérrez Cueto und Carlos Mérida aktiv waren. Ab September 1922 arbeitete er unter anderem gemeinsam mit Diego Rivera an den Wandmalereien des Secretaría de Educación Pública. 1923 gehörte er zu den Unterzeichnern des „Manifests des Sindicato de Obreros, Técnicos, Pintores y Escultores de México“, das eine Erneuerung der mexikanischen Kunst propagierte.
Am 16. Oktober 1923 kehrte er zurück nach Guadalajara, wo er ab 1925 mit David Alfaro Siqueiros und Carlos Orozco an den Wandbildern in der Bibliothek der Universidad Iberoamericana Ciudad de México malte. Am Regierungsgebäude von Jalisco restaurierte er die zerstörten Medaillonsporträts von Nuño Beltrán de Guzmán und Hernán Cortés, die später wieder zerstört wurden. Ebenso gab er Zeichenunterricht an öffentlichen Schulen und wurde 1925 Direktor der Bibliothek des Bundesstaates (Biblioteca Pública del Estado de Jalisco), die später Juan José Arreola leitete.
De la Cueva war Mitbegründer der mexikanischen Wandmalereibewegung. Seine Wandbilder zeigen insbesondere volkstümliche Szenen und stilisierte Darstellungen der Mexikanischen Revolution. Zudem gehören eine Reihe von Porträts zu seinem Gesamtwerk. Er starb 1926 im Alter von 34 Jahren an den Folgen eines Unfalls in Guadalajara.